# ハートビースプールト・ダム (小惑星)
ハートビースプールト・ダム (1914 Hartbeespoortdam) は小惑星帯に位置する小惑星である。ヨハネスブルクのオランダ人天文学者、ヘンドリク・ファン・ヘントが発見した。
1923年に完成した南アフリカのダムで、リゾート地になっているハートビースプールト・ダム (en:Hartbeespoort Dam) に因んで命名された。